# Історія бритів
Історія бритів (лат. Historia Brittonum) — робота, що досліджує історію британського (бритського) народу, що була написана приблизно у 828 році і збереглася в численних версіях, після 11 століття. Історію бритів зазвичай приписують Неннію, оскільки деякі версії мають передмову, написану від його імені. Деякі дослідники відкидають передмову Неннія, як пізнішу підробку, аргументуючи це тим, що робота насправді була анонімною компіляцією.[a] [b]

## Огляд
Історія бритів описує заселення Британії троянськими емігрантами та стверджує, що Британія отримала назву на честь Брута, нащадка Енея. Ця робота була «найважливішим джерелом, використаним Гарфілдом Монмутським при створенні „Історії Королів Британії“ і завдяки величезній популярності останньої, ця версія історії Великої Британії, включаючи традиції троянського походження, бути включеними в наступні хроніки історії краю, наприклад до середньоанглійської роботи Брут Англійський, також відомої як Хроніки Англії.
Робота була першим джерелом, що зобразило короля Артура, якого описують як dux bellorum (воєначальник) або миль (воїн, солдат), а не як короля. У ній названі дванадцять битв, які Артур вів, але на відміну від Анналів Камбрії, жодна не прив'язується до конкрентної дати.
Посилання в „Історії бритів“ на Артура, що несе образ Святої Марії на плечах під час битви, пізніші коментатори інтерпретували як помилку. Скоріш за все малось на увазі „Артур, що несе образ Марії на своєму щиті“, оскільки помилка спричинена подібністю валлійських слів.
Класицист XIX століття Теодор Моммзен поділив твір на сім частин: Передмова (Prefatio Nennii Britonum); I. Шість віків світу (de sex aetatibus mundi) (§ 1-6); II. Історія бритів (historia Brittonum) (§ 7-49); III. Життя Патріка (vita Patricii) (§ 50-55); IV. Артуріана (§ 56); V. Генеалогії (regum genealogiae cum computo) (§c.57—66); VI. Міста Британії (culturaltes Britanniae) (§ 66); VII. Дива Британії (de mirabilibus Britanniae) (§ 67—76).
„Історія бритів“ скоріше за все датована приблизно 829 роком. Робота була написана не раніше „четвертого року [правління] короля Мерменуса“ (якого ідентифікували як Мерфіна Фріха ап Гвіада, короля Гвінеду). Історики консервативно відносять 828 рік до найдавнішої дати роботи, що узгоджується із твердженням у розділі 4, що „від Страстей Христових минуло 796 років. Але від Його Втілення минуло 831 рік“. [c]
У тексті використано два методи розповіді, які зазвичай вважаються ненадійними за сучасними академічними стандартами: синтезування та синхронізація історії. Синтетична історія поєднує легендарні елементи з фактами, що робить правдивість тексту складною для оцінки. Різноманітні причинно-наслідкові зв'язки та спроби синхронізувати матеріали з різних джерел та традицій також підривають надійність літопису.

### Авторство, рецензії та видання
Питання про походження тексту „Історії бритів“ викликає бурхливі дискусії протягом декількох століть. Деякі вчені дотримуються позиції, що було б найкращим підходом розглядати її як анонімний текст, оскільки теорії, що приписують авторство Неннію, оскаржувались деякими подальшими істориками.

### Теорія компіляції
Різні вступні примітки до роботи посилаються на слова Неннія (чи анонімного упорядника) з Prefatio про те, що „я зібрав разом (coacervavi) усе, що міг знайти“ з різних джерел, не лише конкретних праць у письмовій формі, але і „наших давніх традицій“ (тобто усних джерел) також. Це цитата з „апологічної“ версії передмови. У перекладі Джайлза це було трактовано як „я зібрав“, прикриваючи той факт, що це справді цитата з твору, а не від стороннього коментатора (див. Останній переклад Морріса, поданий у вікіцитати: Historia Brittonum). Леслі Алкок не був першим, хто звернув увагу на цю фразу, хоча, можливо, він спричинив появу хвилі інтересу до неї. Однак слід враховувати, що автор все одно чітко ставив собі за мету створити синхронізовану хроніку. 

## Артуріана
Історія бритів привертає увагу завдяки своєму впливу на легенди та міфи, що стосуються короля Артура. Це найдавніше джерело, яке розповідає про Артура, як про історичну особу, і є джерелом кількох історій, які повторювались і підсилювались пізнішими авторами.

### Вортігерн та Амброзій
Робота містить історію короля Вортігерна, який дозволив саксам оселитися на острові Британія в обмін на руку дочки Хенгіста. Одна з легенд, що розповідає про Вортігерна, стосується його спроби побудувати твердиню поблизу Сноудона, що називається Дінас Емріс. Його будівельні матеріали зникали щоразу, коли він намагався її побудувати. Його радники дали пораду скропити кров'ю хлопчика, який народився без батька, щоб зняти це прокляття. Вортігерн знаходить такого юнака у особі Амброзія, який докоряє радникам і каже, що причиною збурення є два дракони, закопані під землею.
Історію башти повторює і прикрашає Джеффрі Монмутський у своїй „Історії королів Британії“, хоча і приписує її Мерліну, кажучи, що „Амброзій“ — альтернативне ім'я мудреця. Джеффрі також включає Аврелія Амброзія, ще одну фігуру, згадану в Історії, як окремого короля, а також інших персонажів, таких як Вортимер та єпископ Герман Осерський.

### Битви Артура
У параграфі 56 розповідається про дванадцять битв, які Король Артур провів і виграв, але тут його називають dux bellorum (військовим вождем), а не королем.
Більшість із цих місць битви невідомі і їх на сьогодні неможливо ідентифікувати. Деякі битви трапляються в інших джерелах валлійської літератури, хоча в них не всі вони явно пов'язані з Артуром. Деякі вчені припускають, що автор взяв список із загубленої на даний час старо-валлійської поеми, в якій перераховано дванадцять великих перемог Артура, виходячи з того, що деякі імена, як видається, римуються та припущення, що дивний опис Артура, що несе образ Діва Марія на своїх плечах може містити плутанину валлійських слів iscuit (щит) та iscuid (плечі) . Інші відкидають це припущення, як нестерпне, аргументуючи це тим, що автор включав битви, які раніше не були пов'язані з Артуром, або, можливо, їх повністю вигадано .
Подібна історія також з'являється в Анналах Камбрії. В них Артур описується як той, що несе „хрест нашого Господа Ісуса Христа на плечах протягом трьох днів і трьох ночей …“, хоча в „Анналах“, йдеться про битву Бадон, а не Гіннон . Т. М. Чарльз-Едвардс стверджує, що ці роботи посилаються на одне й те саме джерело . Однак інші вчені, такі як Томас Джонс і Нью Джей Хігем, стверджують, що „Аннали Камбрії“ базуються безпосередньо на „Історія бритів“, припускаючи, що назва битви була змінена з маловідомого Гіннона на знаменитий Бадон, і що образ, що ніс Артур замінено на поширеніший .
Битва на горі Бадон пов'язана з Артуром у кількох пізніших текстах, але не в жодному з попередніх за Історію бритів . Це була явно історична битва, описана Гілдасом Мудрим, який не згадує імені вождя британців, однак згадує на Аврелія Амброзія як на велику напасть саксонців ). Серед інших битв лише Битва при Трибуті, як правило, пов'язана з Артуром в іншому ранньому валлійському джерелі .
Різні автори стверджували, що цей розділ є фундаментом історичну основу короля Артура, і намагалися ототожнити дванадцять битв з історичними чварами або місцевостями. З іншого боку, Кейтлін Грін стверджує, що єдині ідентифіковані битви, явно пов'язані з Артуром у давньо-валлійських джерелах, є міфологічними, підриваючи будь-які твердження про те, що битви взагалі колись відбувались .

## Мірабілія
У „Історія бритів“ сьогодні також входить розділ, що називається „De mirabilibus Britanniae“ (або, просто „Mirabilia“). Він містить список з 13 топографічних чудес, або чудес Британії [d], за якими слідують кілька чудес Англсі (Менандські острови або Мона) та Ірландії.
Вважається, що розділ „Мірабілія“ не є частиною оригінальної роботи але він був складений незабаром після її створення і додається до багатьох, хоча і не до всіх відомих рукописів.

## Герман Осерський
Є також розділи, що стосуються життя святого Германа Осерського, які стверджують, що це уривки з (нині загубленої) біографії цього святого, унікальну колекцію традицій святого Патріка, а також розділ, що описує події на півночі Англії в 6-му і 7-му столітті н. е.

## Пов'язані роботи
Існує ряд праць, які часто асоціюються з «Історією бритів», частково тому, що деякі з них спочатку з'являються з текстом, що знаходиться в рукописі Гарлея, і тому, що щоразу, коли вивчається Історія бритів, ці джерела зрештою згадуються.
- Франкська таблиця націй. Написана близько 520 року. Це короткий генеалогічний текст за зразком Біблійної таблиці народів. Обидві таблиці включені до генеалогічних розділів Історії бритів. Франкська таблиця передає до «Історії» деяку інформацію, отриману з «Германії» Тацита, хоча і в спотвореному вигляді. Це, ймовірно, має візантійське походження.
- «Лебор Бретнах». Ірландський переклад «Історії бритів» (Todd, 1848 ed. Tr.), а також випуск «Історії бритів» Неннія.
- «Аннали Камбрії». Це хроніка, що складається з серії ненумерованих років, від 445 до 977 років н. е., до деяких з яких додані події. Дві помітні події — поруч із 516 роком, що описують битву при Бадоні, та з 537 роком, що описує битву при Камлані, «в якій Артур і Мордред впали». Ці події були використані як відправна точка для пізніших Валлійських хронік.
- Валлійські генеалогії. Це одна з багатьох колекцій валлійських генеалогій, що документує родовід Гівела Дда, короля Уельського, та кількох його сучасників. У зв'язку з цими генеалогіями часто згадується Елісезький стовп.
- Англосаксонські генеалогії, колекція родоводів царів п'яти королівств, що існували до навали вікінгів — Берніція, Дейра, Кент, Східна Англія та Мерсія. Подібна колекція, яка є похідною цієї колекції або походить з нею з одного джерела, існує окремо та вбудована в літописи англосаксонської хроніки.

## Виноски
a) «Дамвілль стверджував, що пролог Неннія є пізнішою підробкою, тому твір слід розглядати як анонімний» (Koch 2006, p. 927).
b) «Раніше приписувана одному Неннію, „Історія“, завдяки роботі Девіда Дамвілля, тепер є компіляцією …» (Mackillop 2004, Historia Brittonum).
c) У «Пролозі» згадується «858-й рік втілення нашого Господа та 24-й рік Мервіна, короля британців», але, можливо, передмова була створена після написання основного твору або, можливо, додана до пізнішої редакції.
d) Оригінальний власний латинський текст враховує лише четвертий «Quartum miraculum», а після цього просто продовжує додавати «ще одне диво (Aliud miraculum)». Зауважимо, що у виданні Моммсена текст так званої інтерпретації Неннія (латинський переклад Зімера ірландської Історії бритів) подається у паралельній колонці.

### Першоджерела

#### Тільки Мірабілія
- (тр.)R (1830), The Wonders of the Island of Britain, Cambrian Quarterly Magazine and Celtic Repertory, 2: 60 ff
- (тр.)Barber, Richard (1999), On the Marvels of Britain, Myths and Legends of the British Isles, New York: Barnes and Noble Books: 85–88, ISBN 0-7607-1959-4

#### Тексти та переклади
- (за ред.)Gale, Thomas, ред. (1691), Historiae Britannicae, Saxonicae, Anglo-Danicae, Scriptores XV. ex vetustis Codd. MSS. editi, (2 vols), т. 1, Oxford: E Theatro Sheldoniano, с. 93 ff, архів оригіналу (google) за 6 червня 2021, процитовано 6 червня 2021 MSS. editi, (2 т.) [Архівовано 6 червня 2021 у Wayback Machine.] (google), 1, Оксфорд: E Theatro Sheldoniano, с. 93 і далі
  - передруковано з виправленнями у *Bertram (1757), Rerum Anglicarum Scriptores tres, Copenhagen
- (вид., тр.)Gunn, W.(Bill), Rev., ред. (1819), The "Historia Brittonum" commonly attributed to Nennius, from a manuscript lately discovered in the library of the Vatican Palace at Rome ; edited in the tenth century by Mark the Hermit ; with an English version, facsimile.., London: J. and A. Arch, архів оригіналу (google) за 6 червня 2021, процитовано 6 червня 2021 (бракує Мірабілії)
- (за ред.)Stevenson, Joseph, ред. (1838), Nennii Historia Britonum ad fidem codicum manuscriptorum, Publications of the English Historical Society, sumptibus Societatis, 4, архів оригіналу (google) за 6 червня 2021, процитовано 6 червня 2021
- (вид., тр.)Giles, J. A., ред. (1847), Nennius: Historia Britonum, Six Old English Chronicles, London: Henry G. Bohn, 2, архів оригіналу (google) за 7 квітня 2022, процитовано 6 червня 2021
  - «Історія британців» Ненніуса (Giles tr.) [Архівовано 6 червня 2021 у Wayback Machine.] У « Шістих староанглійських хроніках», 1, (1848) (розділ «Мірабілія» відредагований, але не перекладений).
- (за ред.)Petrie, Henry, ред. (1848), Nennius, Monumenta Historica Britannica, G. E. Eyre & W. Spottiswoode w: Monumenta Historica Britannica
- (вид., тр.)Todd, James Henthorn, ред. (1848), Leabhar Breathnach annso sis (The Irish version of the Historia Britonum of Nennius), Dublin: Irish Archaeological Society, архів оригіналу (google) за 6 червня 2021, процитовано 6 червня 2021 (включає Мірабілію)
- (за ред.)Mommsen, Theodore, ред. (1898), Historia Brittonvm cvm additamentis Nennii, Chronica Minora (Internet Archive), Monumenta Germaniae Historica, Auctorum Antiquissimi xiii, т. 3, Berlin, с. 111—222 google [Архівовано 6 червня 2021 у Wayback Machine.]
  - Латинська бібліотека [Архівовано 4 листопада 2020 у Wayback Machine.]
- (тр.)Wade-Evans, Arthur W. (1938), Nennius's "History of the Britons", together with "The annals of the Britons" and "Court pedigrees of Hywel the Good", also "The story of the loss of Britain", London: Society for Promoting Christian Knowledge
- (вид., тр.)Morris, John, ред. (1980), British history; and the Welsh annals, History from the Sources, т. 8, London and Chichester: Phillimore, ISBN 978-0-8476-6264-7
- (за ред.)Dumville, David N., ред. (1985), The Historia Brittonum: The Vatican Recension, т. 3, Cambridge: D.S. Brewer, ISBN 0-85991-203-5, LCCN 84024211
- (за ред.)Dumville, David N., ред. (1988), The Historia Brittonum: The Chartres Recension, т. 2, Cambridge: D.S. Brewer, ISBN 978-0859912020
- (тр.) Вікіджерело: Історія британців (композиція Ганна, Джайлза та інших).

### Вторинні джерела

#### Загальні та словники
- Lacy, Norris J. (1991), The New Arthurian Encyclopedia, New York: Garland, ISBN 0-8240-4377-4;
- Lacy, Norris J. (1986), The Arthurian Encyclopedia, New York: Garland, ISBN 0-87226-164-6; article «Nennius» by GA (Geoffrey Ashe).
- Koch, John Thomas (2006), Celtic culture: a historical encyclopedia, ABC-CLIO, с. 925–, ISBN 978-1-85109-440-0, архів оригіналу (preview) за 19 серпня 2020, процитовано 6 червня 2021

#### Каталоги рукописів
- Manuscripts Catalogue. British Library. Архів оригіналу за 15 серпня 2013. Процитовано 7 березня 2012.
- Hardy, Thomas Duffus (1862), Descriptive catalogue of materials relating to the history of Great Britain, т. 1, part 1, Longman: Longman, архів оригіналу (google) за 6 червня 2021, процитовано 6 червня 2021 (Rolls Series: Rerum Britannicarum medii Ævi Scriptores (Chronicles and Memorials of Great Britain and Ireland during the Middle Ages)), p. 318- (#776-).

#### Критичні дослідження
- Alcock, Leslie (1971), Arthur's Britain: History and Archaeology AD 367-634, London: Penguin
- Bromwich, Rachel (2006), Trioedd Ynys Prydein: The Triads of the Island of Britain, University Of Wales Press, ISBN 0-7083-1386-8
- Dumville, David N. (1974), Some aspects of the chronology of the Historia Brittonum, Bulletin of the Board of Celtic Studies, 25 (4): 439—45
- Fletcher, Robert Huntington (1906), The Arthurian material in the chronicles, Studies and Notes in Philology and Literature, 10: 32—4, архів оригіналу (google) за 6 червня 2021, процитовано 6 червня 2021 Alt URL,
- Green, Thomas (2007), Concepts of Arthur, Stroud, Gloucestershire: Tempus, ISBN 978-0-7524-4461-1
- Higham, N.J. (2002), 'King Arthur: Myth Making and History, London: Routledge & Kegan Paul
- Liebermann, F. (1925), Nennius the author of the Historia Brittonum, Essays in Medieval History presented to T. F. Tout, Manchester: 25—44, ISBN 9780836904277, архів оригіналу (preview) за 6 червня 2021, процитовано 6 червня 2021
- Mackillop, James (2004), Historia Brittonum, A Dictionary of Celtic Mythology (вид. online), Oxford University Press, ISBN 9780198609674, архів оригіналу за 16 червня 2021, процитовано 6 червня 2021)